# Desmodora papillostoma
Desmodora papillostoma är en rundmaskart som beskrevs av Murphy 1962. Desmodora papillostoma ingår i släktet Desmodora och familjen Desmodoridae. Inga underarter finns listade i Catalogue of Life.